# Typ 88 7,5-cm-Flugabwehrkanone
Die Typ 88 7,5-cm-Flugabwehrkanone (japanisch 八八式七糎野戦高射砲 hachihachi-shiki nana-senchi-han Yasen Kōshahō) war eine Flugabwehrkanone des Kaiserlich Japanischen Heeres für die Flugabwehr und den Erdkampf, die von 1928 (Jahr 2588 nach dem Kōki-Kalender, daher die Jahreszahl der Benennung) bis 1945 bei allen drei Teilen (Landstreitkräfte, Heeresluftwaffe, Heeres-Seekommando) des Heeres eingesetzt wurde.

## Hintergrund
Bereits Mitte der 1920er-Jahre war das Heer sich sicher, dass die Typ 11 7,5-cm-Flugabwehrkanone leistungstechnisch schon sehr bald nicht mehr ausreichend sein würde, um die immer höher fliegenden Kampfflugzeuge ihrer Zeit erfolgreich bekämpfen zu können. Daher wurde bereits 1925 beschlossen, eine verbesserte Version zu entwickeln.

## Entwicklung
In der Anweisung 218 der Taishō-Ära vom 18. August 1925 wurde die Entwicklung und der Bau eines Versuchsmodells durch das Arsenal Osaka befohlen. Bis Februar 1926 war die Entwicklung soweit abgeschlossen, dass ein Prototyp gefertigt werden konnte. Dieser war im April einsatzbereit für die nötigen Prototyptests. Am 15. April 1927 waren die Nacharbeiten und Tests soweit beendet, dass die erste vorläufige Anleitung herausgegeben und die offizielle Überstellung an die Feldartillerieschule des Heeres für die nötigen Feldtests erfolgen konnte. Diese folgten aufgrund der Dringlichkeit der Waffe nach einem strikten Zeitplan, der aber eingehalten werden konnte. Daher erfolgte noch 1928 die offizielle Einführung. Zugleich wurde ein Bauauftrag an das Arsenal Osaka erteilt, der umgehend begonnen wurde.
Wie der Vorgänger wurde die Waffe auch als „Feld-Flugabwehrkanone“ klassifiziert, da sie relativ leicht war und ohne aufwändigen Stellungsbau schnell einsatzbereit gemacht werden konnte.

## Technik

### Waffe
Das Geschütz besteht aus drei Teilen:
- Rohr
- Oberlafette mit Rohrrücklauf und Rückstoßbremse
- Unterlafette mit Pivot

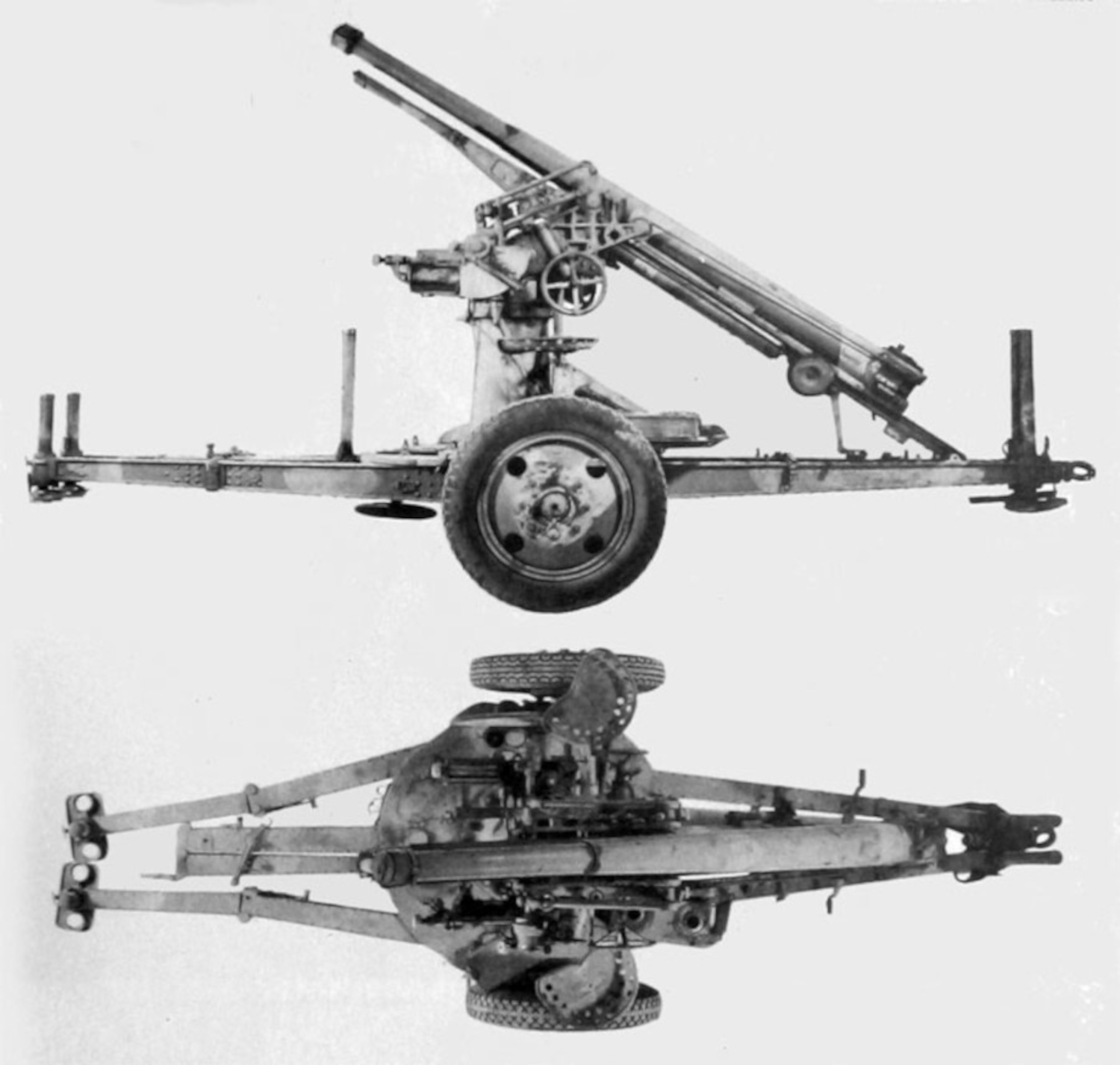
7,5-cm-Flugabwehrkanone Typ 88 in Marschstellung, Zweiseitenansicht

Das Rohr mit Verschluss wog 482 kg und hatte eine Länge von 3,21 m (L/42,8). Es besaß einen nach links öffnenden Querkeilverschluss und war in einer Schiene auf einer u-förmigen Rohrwiege gelagert. Diese ermöglichte einen Schusswinkel von −7° bis +85°. Der federhydraulische Rohrrücklauf mit Rohrbremsmechanismus war waagerecht in einem kurzen Rohr untergebracht, das nur wenig aus der Unterlafette herausragte. Die Seitenrichtung erfolgte grob durch die Bedienmannschaft, wobei der Feinrichtmechanismus ausgekoppelt wurde. Die Feinrichtung und die Höhenrichtung erfolgten über Handräder rechts und links an der Wiege. Für die Richtschützen waren Metallsitzschalen vorgesehen. Rohr und Rohrwiege waren auf einem Mittelpivot montiert was einen Seitenrichtbereich von 360° ermöglichte. Das Gesamtgewicht von 2450 kg wurde durch fümfHolme mit kleinen Auflagetellern und drei größeren Auflagen unterhalb der Zentralstruktur unter dem Pivot auf den Boden verteilt. Die Holme wurden mit Erdankern am Boden befestigt. Um das Mittelpivot war oberhalb der Holme eine rund umlaufende Metallplatte zur einfacheren Bedienung und als Lauffläche der Bedienmannschaft fest montiert.
Die Holme waren sternförmig und gleichmäßig um die Zentralstruktur angeordnet. Die Räder wurden beim Abbau in die Unterlafette gesteckt und festgeschraubt, nachdem das Geschütz auf den beiden Auflagetellern mit den langen Gewindestangen (vorn und hinter dem Geschütz) aufgebockt worden war. Dann wurde der hintere Holm zusammengeklappt und dessen beiden Nachbarholme nach hinten gedreht. Letztere waren wie der hintere Holm mit einem Drehgelenk versehen, da sie in der Endlage leicht nach außen abgeknickt werden mussten. Die vorderen Holme wurden zusammengeklappt und dienten mit einer Zugöse zwischen ihnen als Deichsel. Schließlich wurde das Rohr in die maximale Rückstoßposition bewegt und dort befestigt. Danach konnte das Geschütz auf die Räder abgelassen werden. Das Instellunggehen erfolgte in umgekehrter Reihenfolge.
Gezogen wurde die Waffe dann unter anderem von der 5-t-Zugmaschine Typ Holt, später dann von der Typ-92-Flugabwehr-Zugmaschine, dem Typ-94-6-Rad-Lkw, der Flugabwehr-Zugmaschine Typ 96, der Typ-98-Halbkettenzugmaschine Ko-Hi (kurze Version) oder der Typ-98-Halbkettenzugmaschine (lange Version), je nach Ausstattung der Einheit. Auf- und Abbau waren aufgrund der kompakteren Bauweise und der relativ leichten Bauweise ähnlich zeitaufwändig wie bei der 7,5-cm-Flugabwehrkanone Typ 11. Das Abfeuern im Transportzustand war nicht vorgesehen.
Insgesamt entsprach die Leistung der Geschütze den anderen schweren Flugabwehrkanonen ihrer Zeit. Die gesamte Bauweise der Waffe war im Rahmen der bestehenden Heeresdoktrin jedoch auf geringes Gewicht und möglichst hohe Beweglichkeit ausgelegt. Dadurch waren die Bauelemente so leicht wie möglich konzipiert. Die beim Abschuss entstehenden Kräfte konnten von der relativ leichten Bauweise der Waffe nicht immer in vollem Umfang kompensiert werden. Dadurch waren häufiger Reparatur- und Justierarbeiten nötig, was sich negativ auf die Einsatzbereitschaft auswirkte. Dies wurde aber vom Oberkommando in Kauf genommen.

### Munition

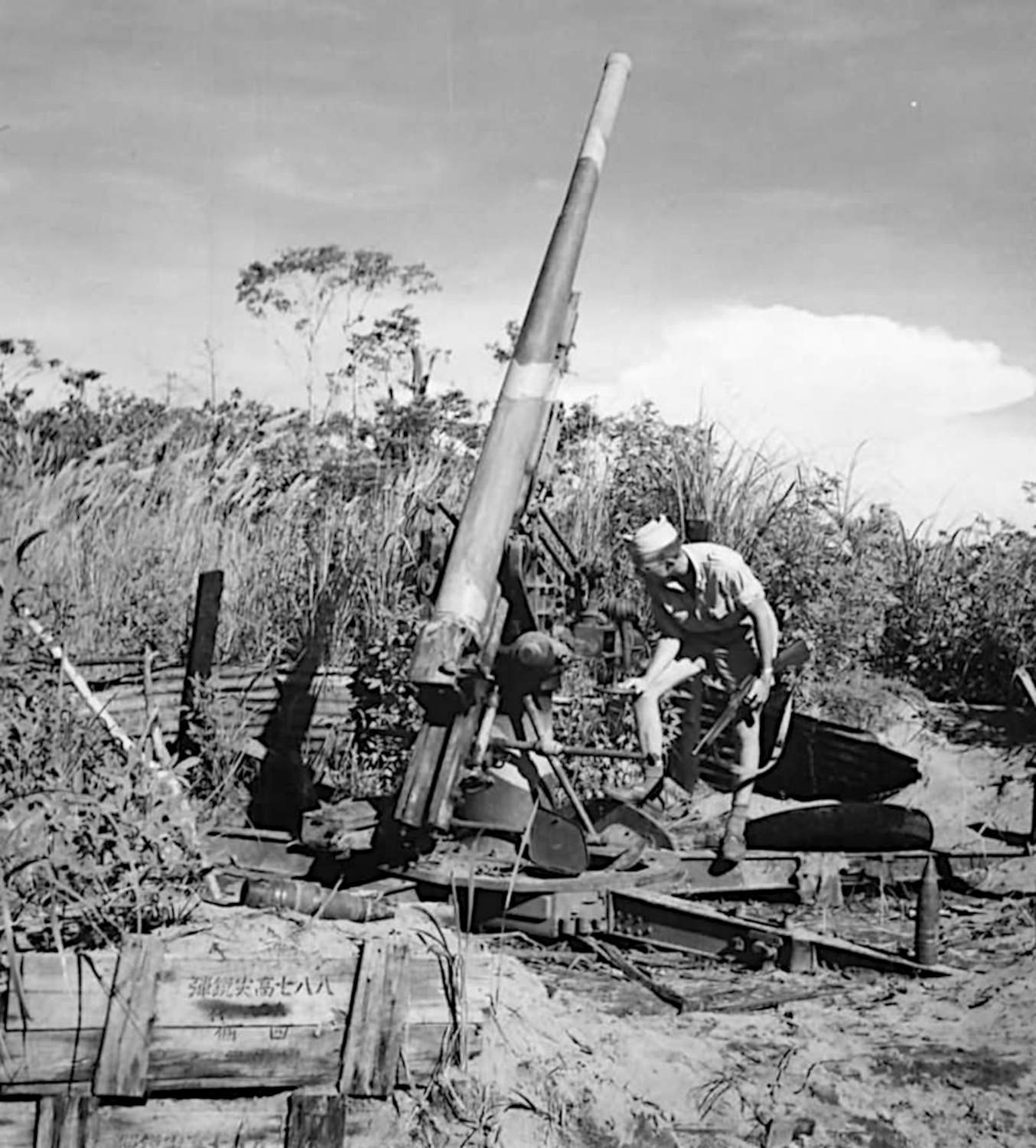
7,5-cm-Flugabwehrkanone Typ 88 in Feldstellung bei Buna/Papua Neu-Guinea mit Typ-90-Sprenggranate davor

Die Munition bestand aus getrennt transportierten Treibladungen in Kartuschen und den Granaten. Im Erdkampf konnten die normalen Geschosse der 7,5-cm-Feldkanonen mit Aufschlagzündern verwendet werden. Für die Flugabwehr wurde zunächst das 7,5-cm-Schrapnell Typ 38 mit mechanischem Typ-89-Zeitzünder sowie das Typ-11-Zieldarstellungsgeschoss mit mechanischem Typ-10-Zeitzünder verwendet. 1930 wurden mit den Typ-90-7,5-cm-Sprenggeschoss und Sprenggeschoss (lang) aerodynamisch günstiger geformte Munition eingeführt. Zudem kam nun für den Erdkampf zusätzlich der Typ-88-Zünder der Artillerie als Aufschlagzünder zum Einsatz. Als weiteres Geschoss kam die Typ-90-Leuchtgranate mit Schwarzpulver-Doppelzünder (Absprengen der Bodenplatte und Auswurf der Fallschirmleuchtkugel) in Verwendung.
1934 wurde mit dem Typ-94-7,5-cm-Sprenggeschoss eine günstigere, leichtere, genauere und günstiger herzustellende Munition eingeführt, welche jedoch wegen der verringerten Sprengladung eine geringere Wirkung im Ziel hatte. Dieser Tausch wurde jedoch gern in Kauf genommen. 1935 wurde mit dem Typ-95-Panzersprenggeschoss ein panzerbrechende Geschoss für den Erdkampf eingeführt. Diese konnte auf 1000 m noch 65 mm Panzerstahl durchdringen. Mit dem Typ-1-Panzersprenggeschoss und dem panzerbrechenden Geschoss Typ 4 wurden bis 1945 noch zwei weitere panzerbrechende Geschosse eingeführt, welche die Durchschlagleistung weiter erhöhen konnten. Ein Test der US-Armee im August 1945 ergab für das Typ-1-Panzersprenggeschoss folgende Durchschlagsleistungen an:
| Entfernung (yard) | 1500 | 1000 | 500 | 100 |
| ----------------- | ---- | ---- | --- | --- |
| Durchschlag (mm)  | 70   | 80   | 91  | 95  |

Das panzerbrechende Geschoss Typ 4 konnte in japanischen Tests schließlich bis zu 100 mm auf 500 m durchschlagen.
| Bezeichnung                            | Bild                                   | Gewicht   | Gewicht     | Sprengstoff                                                                                     | Zünder                                    |
| Bezeichnung                            | Bild                                   | Geschoss  | Sprengstoff | Sprengstoff                                                                                     | Zünder                                    |
| -------------------------------------- | -------------------------------------- | --------- | ----------- | ----------------------------------------------------------------------------------------------- | ----------------------------------------- |
| 7,5-cm-Schrapnell Typ 38               | 7,5-cm-Schrapnell Typ 38               | 6,52 kg   | 2,3 kg      | Trinitrotoluol                                                                                  | Zeitzünder Typ 89, Aufschlagzünder Typ 88 |
| 7,5-cm-Zieldarstellungsgeschoss Typ 11 | 7,5-cm-Zieldarstellungsgeschoss Typ 11 | 5,04 kg   | unbekannt   | Abspreng- und Ausstoßladung: Schwarzpulver                                                      | Zeitzünder Typ 10                         |
| 7,5-cm-Sprenggeschoss Typ 90           | 7,5-cm-Sprenggeschoss Typ 90           | 6,53 kg   | 385 g       | Trinitrotoluol oder Pikrinsäure                                                                 | Zeitzünder Typ 89                         |
| 7,5-cm-Sprenggeschoss Typ 90 (lang)    | 7,5-cm-Sprenggeschoss Typ 90 (lang)    | 6,17 kg   | 490 g       | Trinitrotoluol oder Pikrinsäure                                                                 | Zeitzünder Typ 89, Aufschlagzünder Typ 88 |
| 7,5-cm-Leuchtgeschoss Typ 90           | 7,5-cm-Leuchtgeschoss Typ 90           | 5,65 kg   | unbekannt   | Abspreng- und Ausstoßladung: Schwarzpulver; Leuchtmittel: Bariumnitrat, Magnesium und Aluminium | Doppelzünder                              |
| Typ 94 7,5-cm-Sprenggeschoss           | 7,5-cm-Sprenggeschoss Typ 94           | 6,02 kg   | 810 g       | Trinitrotoluol oder Ammoniumnitrat und Hexogen oder Pikrinsäure                                 | Aufschlagzünder Typ 88                    |
| 7,5-cm-Panzersprenggeschoss Typ 95     | 7,5-cm-Panzersprenggeschoss Typ 95     | 6,21 kg   | 455 g       | Pikrinsäure und Dinitronaphthalin                                                               | Bodenzünder Typ 95                        |
| 7,5-cm-Panzersprenggeschoss Typ 1      | 7,5-cm-Panzersprenggeschoss Typ 1      | 6,56 kg   | 53 g        | Hexogen und Paraffin                                                                            | Bodenzünder Typ 95, Bodenzünder Typ 1     |
| 7,5-cm-Panzerbrechendes-Geschoss Typ 4 |                                        | unbekannt | unbekannt   | unbekannt                                                                                       | Bodenzünder Typ 95, Bodenzünder Typ 1     |

Im Einsatz konnte nach Instellunggehen die nötige Bereitschaftsmunition aus Geschossen und Treibladungen in Kartuschen zusammengesetzt und neben den Geschützen bereit gelegt werden. Die Geschosse wogen zwischen 6 und 7,1 kg, die Treibladung bis zu 2,4 kg für die Flugabwehr. Im Erdkampf konnte die Reichweite durch die Zahl der verwendeten Treibladungen in der Kartusche grob eingestellt werden.
Mit der Munition war mit Aufschlagzündern eine Maximalschussweite von 13.800 m möglich. In der Flugabwehr wurde mit voreingestellten Zeitzündern geschossen. Die wirksame Schusshöhe lag bei etwa 7200 m, die maximale Schusshöhe bei 9100 m. Aufgrund des relativ geringen Munitionsgewichts konnte kurzzeitig eine Schussfrequenz von bis zu 20 Schuss pro Minute erreicht werden, im Normalfall waren es jedoch nur 10 bis 15 Schuss je Minute. 1945 war noch ein Annäherungszünder in der Entwicklung, der jedoch nicht mehr einsatzbereit gemacht werden konnte.

## Produktion und Einsatz

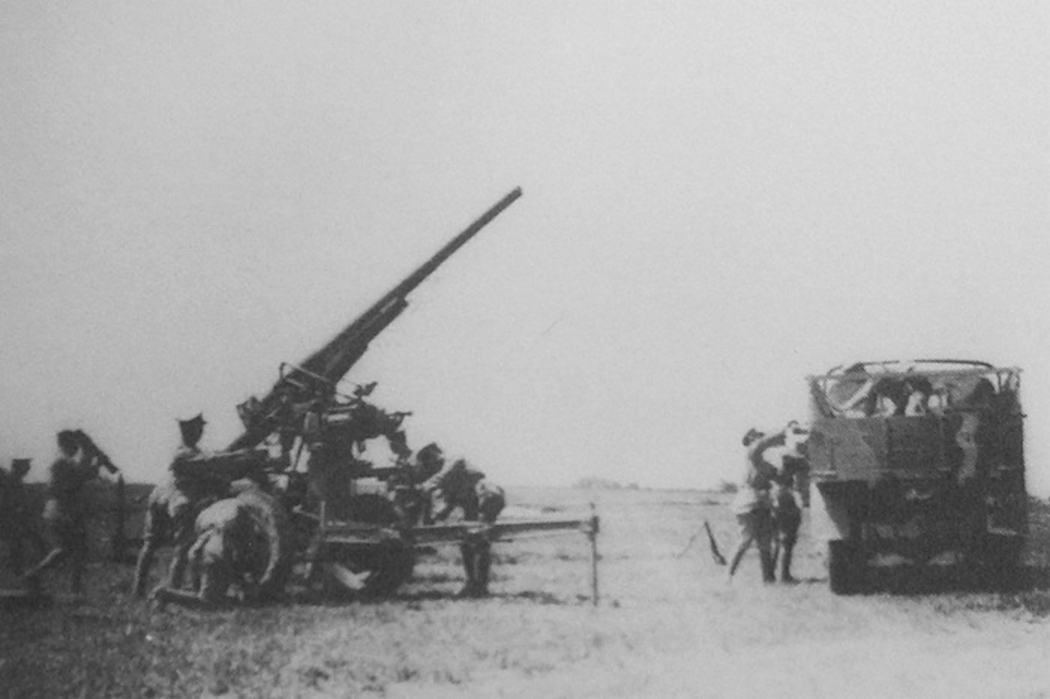
Waffe beim Abladen. Das Geschütz ist bereits aufgebockt und das Rohr in Feuerstellung bewegt worden. Die Räder werden grade abgenommen.

Trotz eines hohen Bedarfs konnte die Produktion nicht im nötigen Umfang erfolgen. Aufgrund von Geld-, Material- und Arbeitskräftemangel sowie aufgrund der zunehmenden Bombardierungen durch die US Heeresluftwaffe konnten von 1928 bis 1945 nur etwa 2000 Geschütze gefertigt werden.

### Einsatz bei den Landstreitkräften
Der Einsatz der 7,5-cm-Flugabwehrkanone Typ 88 erfolgte auf nahezu allen Gefechtsfeldern, auf denen das Heer seine Landstreitkräfte entsandt hat. Dort wurden die Geschütze sowohl gegen Luftziele als auch im Direktbeschuss gegen Erdziele eingesetzt. Bei einem Mangel an normalen Artilleriegeschützen konnten sie auch artilleristisch eingesetzt werden. Zudem waren sie ein wichtiger Teil der Flugabwehr in besetzten Gebieten und auf den Heimatinseln insbesondere gegen Bomber auf mittleren Höhen und Jagdbomber. Einige Geschütze wurden als Bewaffnung für den Typ 94 Panzerzug in der Mandschurei und Nordchina verwendet.
Während sich die Waffe im Erdkampf und im Einsatz in der nähe taktischer Schlüsselpositionen auf dem Gefechtsfeld und im Hinterland gut bewährte, war die Leistung in der Heimatverteidigung nicht ausreichend. Aufgrund des dort nötigen Langzeitfeuers über einen längeren Zeitraum zur Bekämpfung strategischer Bomberformationen, machte sich die verringerte Haltbarkeit aufgrund der Gewichtseinsparungen negativ bemerkbar. Die Geschütze fielen dabei oft aus und mussten dann langwierig repariert werden. Zudem gab es Probleme mit den Zeitzündern beim Feuern auf Ziele in größeren Höhen, was sich auch mit den verbesserten Typ-96-Zeitzündern nicht wesentlich änderte. Außerdem flogen insbesondere gegen Kriegsende die eingesetzten B-29-Bomber meist sowohl oberhalb der effektiven Schusshöhe als auch oberhalb der maximalen Schusshöhe.
Im Februar 1934 wurden Richtlinien für den Bau von Betonsockeln als Lager für den Pivot für die Festungsflugabwehrartillerie und verbunkerte Stellungen in der Nähe von Schlüsselpositionen veröffentlicht. Entsprechend eingebaute Geschütze erhielten die Sonderbenennung „Typ 88 7,5-cm-Flugabwehrkanone Maru Toku“ (八八式七糎野戦高射砲マル特), wobei „Maru Toku“ für „Rundumfeuer Spezial“ steht. Diese Waffen hatten weniger Probleme mit der Haltbarkeit, da die Betonbefestigung die Kräfte besser aufnehmen konnte. Der Rückbau zu einem mobilen Geschütz war jederzeit möglich.

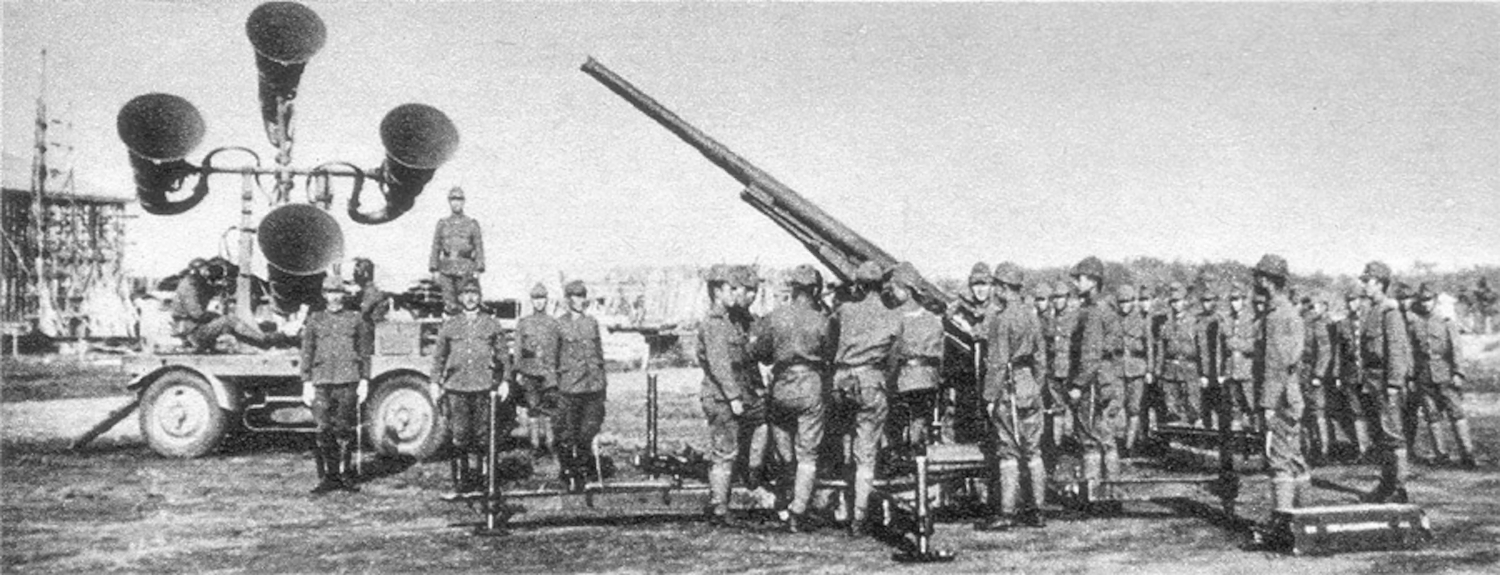
7,5-cm-Flugabwehrkanone Typ 88 beim Geschützexerzieren mit Horchgerät

Bis 1939 wurde der Beschuss gegnerischer Ziele zumeist durch den Einsatz von optischen und mechanischen Entfernungs-, Winkel- und Geschwindigkeitsmessern gerichtet, wodurch die Genauigkeit limitiert war. Im Objektschutz gab es zudem Horchgeräte, welche die Einflugrichtung gegnerischer Flugzeuge ermitteln konnten. Im November 1939 konnte der Typ-97-Feuerleitrechner eingeführt werden, der elektromechanisch die Daten aus entsprechenden Peripheriegeräten (2-m-Entfernungsmesser, Horchgeräte und ähnliches) aufnehmen, verarbeiten und in Form von Richtdaten an die Batterie weitergeben konnte. Dadurch wurden die Schussergebnisse sehr viel besser. Zudem konnte durch den Wegfall der vorher benötigten, vielen optischen und mechanischen Feuerleitgeräten Personal eingespart werden. Ab 1943 wurden zudem Feuerleit-Funkmess- und -ortungsgeräte eingesetzt, die eine weitere Leistungsverbesserung mit sich brachten.
1941 war die Waffe weitestgehend veraltet, jedoch war kein Nachfolgemodell entwickelt worden. Ein solches wurde erst 1944 aufgrund der prekären Luftlage eingeführt. Da aber nie genügend Geschütze zur Verfügung standen, blieb die 7,5-cm-Flugabwehkanone Typ 88 bis 1945 im Einsatz.

### Einsatz bei der Heeresluftwaffe

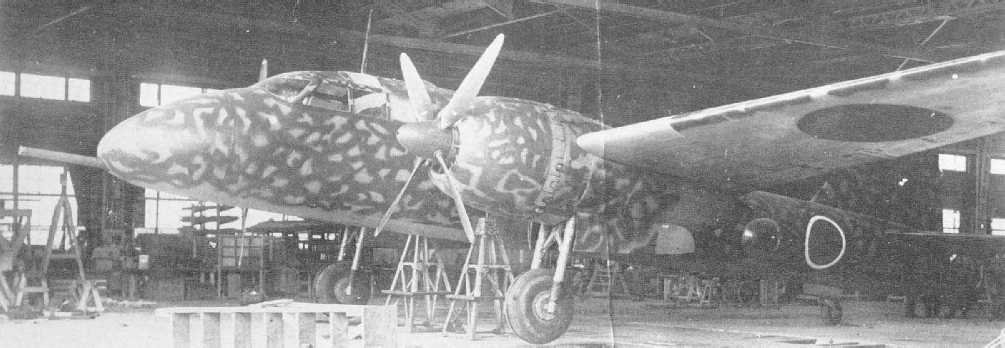
Experimenteller Schwerer Jäger Ki-109 im Hangar

Nachdem sich die normalen Abfangjäger gegen die hochfliegenden B-29-Bomber der US-Heeresluftwaffe als nur sehr bedingt wirksam erwiesen hatten, wurde 1944 die Ki-109 als schwerer Höhen-Nachtjäger auf Basis des Ki-67-Hiryu-Bombers entwickelt. Die Maschinen sollten paarweise zum Einsatz kommen, wobei eine Maschine mit einem starken Scheinwerfer, die andere mit dem Rohr einer Typ-88-7,5-cm-Flugabwehrkanone (mit 15 Schuss Munition) in der unteren Flugzeugnase ausgestattet war. Die Maschinen waren jedoch relativ schwer und hatten eine geringe Steigleistung, so dass ein effektiver Einsatz gegen einfliegende Bomber vom Boden aus nahezu unmöglich war. Die Erprobungen waren zu Kriegsende noch nicht abgeschlossen. Jedoch wurde beschlossen, die Maschinen für den Erdkampf vorzubereiten, insbesondere um gegnerische Landungsboote zu zerstören.

### Einsatz beim Heeres-Seekommado
Einige Typ-88-7,5-cm-Flugabwehrkanonen Maru Toku wurden auf stählernen Unterbauten auf Kampf- und Transportschiffen des Heeres-Seekommandos installiert und dienten als schwerste zur Verfügung stehende Waffe zur Flug- und Schiffsabwehr. Aufgrund des fehlenden Kantrichtmechanismus waren sie jedoch bereits bei leichtem Seegang deutlich ungenauer, so das eher eine moralische als eine praktische Wirkung auf die gegnerischen Besatzungen erzielt werden konnte. Neben den Landungsbootmutterschiffen erhielten auch die leichten Flugzeugträger, Hilfs-Flugabwehrschiffe und Transportschiffe des Seekommandos diese Geschütze zugeteilt.
1945 wurden noch Versuche mit speziell geformten Granaten mit verbesserter Unterwasser-Schussbahn gegen knapp unter der Oberfläche fahrende U-Boote gemacht. Diese wurde jedoch nicht mehr beendet.

## Nachfolger
Ein Nachfolgemodell für den Fronteinsatz wurde mit der 7,5-cm-Flugabwehrkanone Typ 4 zwar noch entwickelt, die veralteten Geschütze konnten aufgrund des hohen Bedarfs aber nicht mehr ersetzt werden. Mit den Typ-99-8,8-cm-, den Typ-3-12-cm- und den Typ-5-15-cm-Flugabwehrkanonen standen ab 1940 aber auch deutlich leistungsstärkere Geschütze zur Verfügung. Diese waren aber auch nur in Ergänzung zur 7,5-cm-Flugabwehrkanone Typ 88, da ihre Produktionszahlen gering blieben.

## Hinweis
Die Waffe hat trotz ähnlicher Benennung nichts mit der 8-cm-Flugabwehrkanone Typ 88 der Kaiserlich Japanischen Marine zu tun.